# Guglielminetti (calciatore)
 Guglielminetti (fl. XX secolo) è stato un calciatore italiano, di ruolo centrocampista.

## Carriera
Con il Novara disputa 8 gare nei campionati di Prima Divisione 1922-1923 e Prima Divisione 1923-1924.